# هنی
هَنِی (انگلیسی: Hannay) که در ایران با نام حادثه‌جو از تلویزیون ایران دوبله و پخش گردید، نام یک مجموعه تلویزیونی بریتانیایی است که طی سال‌های ۱۹۸۹–۱۹۸۸ تولید و از شبکه تلویزیونی «تِیمز تی‌وی» پخش شد.
این سریال که بر پایهٔ رمان سی و نه پله اثر «جان باکن» و در ۱۳ قسمت ساخته شد، در واقع یک اسپین‌آف از فیلم سینمایی سی و نه پله (به کارگردانی «دان شارپ»؛ محصول ۱۹۷۸) است. هَنِی در سال ۲۰۰۶ میلادی در قالب ۴ دی‌وی‌دی بازنشر گردید.

## بازیگران
- رابرت پاول در نقش «ریچارد هَنِی»
- جیل میگر در نقش «النور آرمیتاج»
- کریستوفر اسکولر در نقش «رجی آرمیتاج»
- گوین ریچاردز در نقش «کنت فون شوابیگ»
- دایان بال در نقش «سَل آلفورد»
- مایکل کالور در نقش «سرگرد ادموند فیلیپسون»
- دیوید هیگ در نقش «کنراد اسمیث»
- الکس کینگستون در نقش «کرستن لارسن»
- چارلز گری در نقش «فرمانده نِویل»
- ایان کاتبرتسون
- مارک تـَندی